# Kanton Limoges-Corgnac
Kanton Limoges-Corgnac (francouzsky Canton de Limoges-Corgnac) je francouzský kanton v departementu Haute-Vienne v regionu Limousin. Tvoří ho pouze část města Limoges.